# Years in Black
Years in Black è una raccolta del gruppo musicale tedesco Zeraphine, pubblicato nel 2007.

## Tracce
1. Die wirklichkeit
2. Be My Rain
3. In der tiefe
4. Still
5. Die Macht in dir
6. Schreit dein herz
7. Sterne sehen
8. Siamesische Einsamkeit
9. No More Doubts
10. I Never Want to Be Like You
11. New Year's Day
12. I'm Numb
13. Fang mich
14. Kaltes Herz
15. Flieh mit mir
16. Die Welt kann warten
17. Ohne dich
18. Wenn du gehst

## Formazione
- Sven Friedrich - voce
- Norman Selbig - chitarra
- Manuel Senger - chitarra
- Michael Nepp - basso
- Marcellus Puhlemann - batteria